# Немага (округ, Небраска)
Шаблон:StateAbbr_ 40°23′ пн. ш. 95°51′ зх. д. / 40.39° пн. ш. 95.85° зх. д.
Округ Немага (англ. Nemaha County) — округ (графство) у штаті Небраска, США. Ідентифікатор округу 31127.

## Історія
Округ утворений 1855 року.

## Демографія
За даними перепису
2000 року
загальне населення округу становило 7576 осіб, зокрема міського населення було 3491, а сільського — 4085.
Серед мешканців округу чоловіків було 3656, а жінок — 3920. В окрузі було 3047 домогосподарств, 1981 родин, які мешкали в 3439 будинках.
Середній розмір родини становив 2,91.
Віковий розподіл населення поданий у таблиці:
| Стать    | До 15 років | 15-21 | 22-29 | 30-39 | 40-49 | 50-65 | 65-85 | Понад 85 |
| -------- | ----------- | ----- | ----- | ----- | ----- | ----- | ----- | -------- |
| Чоловіки | 683         | 512   | 294   | 444   | 587   | 594   | 475   | 67       |
| Жінки    | 721         | 475   | 259   | 469   | 553   | 594   | 672   | 177      |

## Суміжні округи
- Ото — північ
- Атчісон, Міссурі — схід
- Голт, Міссурі — південний схід
- Річардсон — південь
- Поні — південний захід
- Джонсон — захід